# ウルトラセブン (ゲーム)
『ウルトラセブン』は、バンダイから1993年3月26日にスーパーファミコン用ソフトとして発売された2D格闘ゲームと劇中に登場するヒーローの名称。
特撮テレビドラマ『ウルトラセブン』（1967年 - 1968年）を原作としている。

## 概要
- ゲームシステムは、基本的に前作『ウルトラマン』（1991年）のものを継承している。全12面。前作に比べてステージ前のデモが強化され、対戦モードが追加された。
- 怪獣を倒すには、前作同様に怪獣の体力を0にして「FINISH」状態にしてから止めにレベル4の必殺技でトドメを刺さなくてはいけない（トドメ演出は怪獣によってアイスラッガーとワイドショットに分かれる）。
- 本作品の特徴として、セブンとの戦闘前に「カプセル怪獣」が使用できるが、回数には制限がある。また、3ステージ毎にボーナスゲームとしてウルトラホーク1号によるシューティングゲームがある。
- 前作同様、敵に負けて再戦した時、敵は負けた時の体力に1～3割回復して再戦となる。これはカプセル怪獣を使った時も同様の仕様となる。
- 難易度の調整も可能でイージー・ノーマル・エキスパートの3種類から選択可能。またノーマル以上でクリアすると、デモとスタッフロールの入ったエンディングを見ることができ、対戦モードにパンドンと改造パンドンが追加される[2]。

## ゲーム内容

### 技
セブンがゲージを消費して使用する技。
- レベル1：ハンディショット
- レベル2：クロスショット
- レベル3：エメリウム光線
- レベル4：アイスラッガー（「FINISH」時以外でも使われる技。敵のバリアに当たっても跳ね返しでダメージを受けることなく戻ってくる）
- レベル4：ワイドショット（原作においてアイスラッガーで倒されなかった怪獣にトドメ用として使用される。これは同技で倒された怪獣には専用のエフェクトが用意されているため）
- ↑押しながら+A：ウルトラバリアー（前方に無敵判定を作り出し、相手の飛び道具を跳ね返す）

### 対戦モード
- 本編では使用不可能だったセブン以外のキャラクターが全て使用可能。ただし、パンドンと改造パンドンを使用するには、本編を難易度ノーマル以上でクリアする必要がある。
- 操作は基本的に1P、2Pどちらもプレイヤーが行うが、あるコマンドを入力してキャラクターを選択すると、入力した側のキャラクターがCPUの操作になる。このCPUは必殺技ゲージを使い切っても一瞬で満タンになる。
- キャラクターごとにパワーやスピード、↑押しながらAの行動（回避・バリアー・テレポートの三択）といった性質は異なるが、基本的な操作はセブンと一緒。ただし、また、キングジョーはジャンプが不可能。
- 同キャラクター対戦も可能だが、色分けがなされていない。
- ステージはランダムで選択される。しかし、どちらか一方でもダリーを選択した場合は、必ずダリーステージ（カオリ少女の体内）になる。
- 本編とは異なり、相手の体力ゲージを「FINISH」にした時点で勝利が確定するので（このモードではセブンの体力ゲージも全部減らすと「FINISH」と表示される）、決め技にレベル4の必殺技を使う必要がない。また、敗北したキャラクターは、セブン以外は本編での死に方に関わらず全員爆発する（セブンは本編どおりうつぶせに倒れる）。
- 1戦終えるごとに勝敗の結果と、キャラクター選択画面に戻るかタイトル画面に戻るかの選択肢が出る。

## 登場キャラクター

### 敵怪獣
宇宙怪獣 エレキング
大ジャンプはできず、防御反射もないが、投げ技の締め付け放電は強力。
幻覚宇宙人 メトロン星人
動作が速く、防御技も攻撃と反射判定がある。原作ではエメリウム光線で倒されていたが、本作品での決め技はワイドショットになっている。
異次元宇宙人 イカルス星人
テレポートでかく乱してくる。アロー光線は反射不可な厄介な攻撃。
宇宙ロボット キングジョー
防御力が高く、移動速度も早い。近づくとすぐに全身バリアで威嚇してくる。全キャラクター中、唯一ジャンプができない。
冷凍怪獣 ガンダー
冷凍光線は射程は短いが威力は高い。セブンに負けるとバラバラになるが（原作ではセブンのアイスラッガーにバラバラにされたため）、対戦モードでは爆発する。
再生怪獣 ギエロン星獣
原作では草原で戦ったのだが、本作品では夜景の墓場になっている。『ウルトラマン』のジャミラと同様に犠牲者的な立場であるため、ステージクリア後の演出が異なっており、「ギエロン星獣 永眠」の文字とともに原作に登場したマウスが表示される。
甲冑星人 ボーグ星人
大ジャンプから飛び蹴りを放ってくることが多い。
宇宙細菌 ダリー
床に潜っては出てくるを繰り返し、スキあらばレベル4技（飛び上がり頭上に落ちてくる）を頻繁に使ってくる。設定上、対戦モードでは1P・2Pが使用したにかかわらず必ず専用ステージ（カオリ少女の体内）になる。ステージクリア後の演出が異なっており、セブンが花の中央に立っているグラフィックが表示される。原作とは違い、セブンに負けると倒れるが（原作ではセブンのウルトラバブルに溶かれたため）、対戦モードでは爆発する。
分身宇宙人 ガッツ星人
戦闘前、瀕死のセブンにエネルギーを与えるためのウルトラホーク1号によるシューティングステージがある。ウルトラホークがやられると1機減るので注意が必要。
エキスパートモードでは分身やテレポートを頻繁に使ってくる。
ロボット超人 にせウルトラセブン
当たり判定の長いワイドショットとエメリウム光線を使用してくる。また正確に防御バリアもしてくる。体力ゲージには「IMT-SEVEN」と書かれている（「IMT」は「imitation（イミテーション、偽物）」の略）。
対戦モードでは基本アクションは本物のセブンと一緒だが、本物より早くパンチやジャンプすることができたり、前転に無敵が無く、接触した時、にせセブンが転倒してダメージを受けるなど細部に違いがある。
双頭怪獣 パンドン（初期状態では対戦モードで使用不可）
近寄れば火炎攻撃、離れれば岩石攻撃を矢継ぎ早に放ってくる強敵。ステージクリア時の演出が異なっており、モロボシ・ダンの形態に戻ったセブンが、過労のため倒れるというものになっている。さらにスコア結果画面以降、改造パンドンのストーリーの途中部分までBGMや効果音が流れない。
双頭怪獣 改造パンドン（初期状態では対戦モードで使用不可）
最終ボス。原作では改造後使わなかった火炎攻撃を使用する。また通常パンドンとは火炎攻撃も変化しており範囲が広い。体力ゲージには「CST-PANDON」と書かれている（「CST」は「custom（カスタム、改造）」の略）。BGMは原作の最終回で使用されたシューマン作曲「ピアノ協奏曲イ短調 第1楽章」が流れる。最高難易度だと恐ろしい強さになる上に防御力も高く苦戦を強いられる。

### カプセル怪獣
敵怪獣との戦闘前にカプセル怪獣を戦わせるかを選択することができる。回数制限ありだが、シューティングゲームで残り使用回数が増やせる（3回分まで）。カプセル怪獣はHPが自動的に減少していき（難易度が高いほど速く減少する）、敵を倒すことはできない。敵怪獣のHPを減らしておけば、セブンでの戦いが有利になる。ただし、怪獣のHPが1～3割回復するため、有利にするためには最低でも4割以上は削らないといけない。カプセル怪獣の選択画面では、原作と異なりカプセルが3つしか存在しない。また、ダリー戦、ガッツ星人戦、改造パンドン戦ではカプセル怪獣を使うことができない。
ミクラス
移動速度は遅いが、パンチのリーチが長い。必殺技は熱光線。
ウィンダム
ジャンプは低いが、跳び蹴りは強い。必殺技はレーザー光線。
アギラ
尻尾攻撃（↑＋Y）はリーチが長く、敵の一部の攻撃もかわせる。ただし、ジャンプはできるが、ジャンプ攻撃が一切できないのが弱点。必殺技は突進。
リンクのはられていない怪獣についてはウルトラセブンの登場怪獣を参照。

## スタッフ
- エグゼクティブ・プロデューサー：林広之
- プロデューサー：浅沼誠
- ディレクター：降旗剛
- プログラム：薗田直樹、そうけんいち、うめたにしんいちろう、渡辺肇、坂上公一、佐伯誠、柳下啓昭、くどうきみひろ、いはらよしゆき
- グラフィック：おかだよしかず、相原高幸、一色直朗、横地一頼、青柳健二、市川宏、太田淳司、門間毅、門間毅、はすおきみひろ
- サウンド：湯浅稔、甲斐浩昭、高野豪
- スペシャル・サンクス：尾形和正、三浦義広、みとりまさとし
- カバーイラスト：開田裕治

## 評価
ゲーム誌『ファミコン通信』の「クロスレビュー」では、7・5・5・4の合計21点（満40点）、『ファミリーコンピュータMagazine』の読者投票による「ゲーム通信簿」での評価は以下の通りとなっており、18.69点（満30点）となっている。この得点はスーパーファミコン全ソフトの中で259位（323本中、1993年時点）となっている。また、『SUPER FAMICOM Magazine』1993年8月情報号特別付録の「スーパーファミコンオールカタログ'93」では、「前作のシステムを継承しているほか、ミクラスなどのカプセル怪獣やウルトラホークのシューティング面のような昔テレビを見ていた人の心をくすぐる演出がすばらしい」と紹介されている。
| 項目 | キャラクタ | 音楽 | 操作性 | 熱中度 | お買得度 | オリジナリティ | 総合  |
| 得点 | 3.47       | 3.14 | 3.09   | 3.07   | 3.03     | 2.89           | 18.69 |

## 関連作品
- ウルトラマン (1991年版ゲーム)
- ウルトラマンパワード